# Маргарян, Мгер
Мгер Маргарян (арм. Մհեր Մարգարյան; род. 4 ноября 1974, Ереван, Армянская ССР, СССР) — армянский дипломат и историк-международник. Постоянный представитель Армении при Организации Объединённых Наций (с 2018). Имеет дипломатический ранг чрезвычайного и полномочного посла Республики Армения.

## Биография
Родился 4 ноября 1974 года в Ереване. В 1996 году получил степень по истории и теории международных отношений на факультете международных отношений Ереванского государственного университета. В 1999 году окончил аспирантуру кафедры новейшей истории Ереванского государственного университета. В 2000 году — программу «Интенсивные исследования в области международных отношений» в Школе права и дипломатии Флетчера Университета Тафтса в США.
- В 1998—1999 гг. — атташе Департамента международных организаций Отдела ООН в Министерстве иностранных дел Республики Армения
- В 2000—2001 гг. — третий секретарь Департамента международных организаций Отдела ООН в Министерстве иностранных дел Республики Армения
- В 2001—2004 гг. — второй секретарь Постоянного представительства Республики Армения в Организации Объединённых Наций, Нью-Йорк
- В 2005—2006 гг. — председатель Отдела ООН Департамента международных организаций Министерства иностранных дел
- В 2006—2009 гг. — первый секретарь Посольства Армении в Великобритании, Лондон
- В 2009—2015 гг. — глава Отдела Европейского Союза в Министерстве иностранных дел Армении
- В 2015—2017 гг. — полномочный министр Постоянного представительства Армении при офисе ООН в Женеве, Швейцария
- В 2017—2018 гг. — заместитель постоянного представителя Представительства Армении при ООН, Нью-Йорк
- С августа 2018 года — постоянный представитель Армении при Организации Объединённых Наций, Нью-Йорк.

Вице-президент ЭКОСОС (2020), глава 64-й и 65-й сессий Комиссии по положению женщин ООН (2019—2021).